# Ерік Камдем Камдем
Мозес Молонго Есінгіла (фр. Eric Kamdem Kamdem, 13 лютого 1983, Буеа, Камерун — пом. 8 серпня 2009, Абонг-Айос, Камерун) — камерунький футболіст, захисник.

## Клубна кар'єра
У 2003 році виступав за камерунську команду «Браері». Потім грав у таїландському «Теро Саса», півроку відіграв у кіпрському АПЕПі й пізніше за «Фову Бахам» з Камеруну. Взимку 2006 року перейшов в махачкалинський «Анжі», клуб виступав у Першому дивізіоні Росії. У Першому дивізіоні провів 33 матчі. Коли у нього завершився контракт з «Анжі» він їздив на перегляд в швейцарський «Базель» і французький «Осер», також до нього проявляв інтерес єкатеринбурзький «Урал». Але Ерік перейшов в мінське «Динамо». У команді провів 10 матчів. Потім грав за «Гомель», в команді провів усього 2 матчі, за підсумками сезону 2007 року «Гомель» став срібним призером чемпіонату Білорусі.
У зимове міжсезоння 2007/08 років Камдем Камдем був відданий в оренду маріупольському «Іллічівцю». У команді дебютував 18 березня 2008 року в матчі проти «Фенікса-Іллічівця» (1:2). За підсумками сезону «Іллічівець» виграв Першу лігу і вийшов у Прем'єр-лігу. Влітку 2008 року став гравцем «Іллічівця». У Прем'єр-лізі дебютував 19 липня 2008 року в матчі проти київського «Динамо» (2:0), Камдем вийшов на 84-ій хвилині замість Олександра Ситника. У команді став улюбленцем місцевих фанатів, які його називали Максимка.

## Кар'єра в збірній
Виступав за молодіжну Камеруну (U-21), де провів 10 матчів.

## Смерть
8 серпня 2009 року він загинув в автомобільній аварії в камерунському місті Абонг-Айос, де перебував на відпочинку зі своєю нареченою під час відпустки.

## Досягнення
- Чемпіонат Білорусі
  -  Срібний призер (1): 2007

- Перша ліга чемпіонату України
  -  Чемпіон (1): 2007/08

## Особисте життя
Його батьки живуть в Яунде, брат працює в італійському місті Кальярі, сестра вчиться в Монако.